# Ivan Maffeis
Ivan Maffeis (* 18. listopadu 1963 Pinzolo) je italský římskokatolický duchovní a arcibiskup Perugie-Città della Pieve.

## Život
Narodil se 18. listopadu 1963 v Pinzolo.
Vstoupil do arcibiskupského semináře ve Trentu. Dne 26. června 1988 byl vysvěcen na kněze a inkardinován do tridentské arcidiecéze. Stal se farním vikářem u svatého Štěpána v Mori. Roku 1990 začal studovat na Papežské salesiánské univerzitě, kde získal licenciát a později doktorát ze sociální komunikace. Poté působil v různých farnostech své arcidiecéze.
Roku 2009 byl jmenován místopředsedou úřadu sociální komunikace Italské biskupské konference. Od 21. května 2015 se stal ředitelem úřadu. Vyučoval na Papežské salesiánské univerzitě a Papežské lateránské univerzitě. Dne 12. dubna 2017 byl ustanoven poradcem Dikasteria pro komunikaci.
Dne 16. července 2022 jej papež František jmenoval metropolitním arcibiskupem Perugie-Città della Pieve. Biskupské svěcení přijal 11. září z rukou kardinála Gualtiera Bassetti a spolusvětiteli byli biskup Marco Salvi a arcibiskup Lauro Tisi. Dne 29. června 2023 obdržel od papeže pallium.
Od 17. února 2024 je členem Dikasteria pro blahořečení a svatořečení.